# Il y a deux filles en moi
Albums de Sylvie Vartan
Gift Wrapped from Paris
(1965) 2'35 de bonheur
(1967)
Il y a deux filles en moi est le 5e album (et aussi une chanson) de Sylvie Vartan sorti en 1966 en LP 33 tours.

## Liste des titres
1. Il y a deux filles en moi (2 min 20 s)
2. Quand tu es là (2 min 00 s)
3. Le pays que j'ai inventé (2 min 15 s)
4. Il faut trouver son coin de ciel (1 min 35 s)
5. Cette lettre-là (2 min 45 s)
6. Tourne, tourne, tourne (3 min 05 s)
7. Si tu n'existais pas (2 min 20 s)
8. Ce jour-là (2 min 50 s)
9. Dis-lui qu'il revienne (2 min 20 s)
10. Et pourtant je reste là (2 min 25 s)
11. C'était trop beau (3 min 05 s)
12. De ma vie (2 min 05 s)